# Élection municipale de 2002 à Washington D.C.
Les élections municipales de 2002 à Washington D.C. se sont tenues le 5 novembre 2002 afin d'élire le maire. Le maire sortant, Anthony A. Williams (démocrate) est réélu.

## Primaire démocrate
| Résultats | Résultats | Résultats               | Résultats | Résultats |
| Partis    | Partis    | Candidats               | Voix      | %         |
| --------- | --------- | ----------------------- | --------- | --------- |
|           | Démocrate | Anthony "Tony" Williams | 62 714    | 66        |
|           | Démocrate | Willie F. Wilson        | 20 515    | 22        |
|           | Démocrate | Douglas E. Moore        | 5 514     | 6         |
|           | Démocrate | James Clark             | 1 441     | 2         |
|           | Démocrate | Faith                   | 1 084     | 1         |
|           | Démocrate | Osie L. Thorpe          | 301       | 0         |
|           |           | Write-in                | 3 275     | 3         |

## Primaire républicaine
| Résultats | Résultats | Résultats | Résultats | Résultats |
| Partis    | Partis    | Candidats | Voix      | %         |
| --------- | --------- | --------- | --------- | --------- |
|           |           | Write-in  | 3 574     | 100       |

## Primaire duD.C. Statehood Green Party
| Résultats | Résultats            | Résultats    | Résultats | Résultats |
| Partis    | Partis               | Candidats    | Voix      | %         |
| --------- | -------------------- | ------------ | --------- | --------- |
|           | D.C. Statehood Green | Steve Donkin | 293       | 43        |
|           |                      | Write-in     | 384       | 57        |

## Résultats
| Résultats | Résultats              | Résultats           | Résultats | Résultats |
| Partis    | Partis                 | Candidats           | Voix      | %         |
| --------- | ---------------------- | ------------------- | --------- | --------- |
|           | Démocrate              | Anthony A. Williams | 79 841    | 60,61     |
|           | Républicain            | Carol Schwartz      | 45 407    | 34,47     |
|           | D.C. Statehood Green   | Steve Donkin        | 3 240     | 2,46      |
|           | Indépendant            | Tricia Kinch        | 1 150     | 0,87      |
|           | Travailleur socialiste | Sam Manuel          | 702       | 0,53      |
|           |                        | Write-in            | 1 382     | 1,05      |
| Total     | Total                  | Total               | 131 722   | 100       |